# Gianluca Bortolami
Gianluca Bortolami (Locate di Triulzi, província de Milà, 28 d'agost de 1968) és un ciclista italià, ja retirat, que fou professional entre 1990 i 2005. El 1988 va prendre part als Jocs Olímpics d'Estiu de Seül. En el seu palmarès destaquen la Copa del món de ciclisme de 1994, una etapa del Tour de França de 1994 i el Tour de Flandes de 2001.
El 2003, durant els Tres dies de De Panne, va donar positiu per cortisona en un control antidopatge i fou suspès per sis mesos per la Federació Italiana de Ciclisme.
El febrer de 2006 va descobrir que patia una miocarditis, motiu pel qual va decidir posar fi a la seva carrera esportiva.

## Palmarès
- 1986
  - 1r al Giro de la Lunigiana
- 1990
  - Vencedor d'una etapa del Tour of Britain
- 1991
  - Vencedor d'una etapa de la Setmana Bergamasca
  - Vencedor d'una etapa del Tour of Britain
- 1992
  - Vencedor de 2 etapes de la Volta a Portugal
  - Vencedor d'una etapa del Tour de Romandia
- 1993
  - 1r al Critèrium dels Abruzzos
- 1994
  -  1r a la Copa del Món de ciclisme
  - 1r al Giro del Veneto
  - 1r al Gran Premi Ciutat de Camaiore
  - 1r a la Leeds Classic
  - 1r al Campionat de Zúric
  - Vencedor d'una etapa del Tour de França
- 1995
  - Vencedor d'una etapa del Tour DuPont
- 1997
  - 1r a la Coppa Bernocchi
  - 1r al Giro del Piemont
  - Vencedor d'una etapa de la Volta a Galícia
  - Vencedor d'una prova del Trofeo dello Scalatore
- 1998
  - 1r al Gran Premi de Chiasso
- 1999
  - Vencedor de 2 etapes de la Volta a Àustria
- 2000
  - Vencedor d'una etapa del Giro d'Abruzzo
- 2001
  - 1r al Tour de Flandes
  - Vencedor d'una etapa del Sparkassen Giro Bochum
  - Vencedor d'una etapa del Brixia Tour
  - Vencedor d'una etapa de la Volta a Suïssa
- 2002
  - 1r al Giro della Romagna
  - 1r al Gran Premi de Fourmies
  - 1r al Gran Premi Bruno Beghelli
- 2003
  - Vencedor d'una etapa dels Tres dies de De Panne
- 2004
  - 1r al Giro della Romagna
  - Vencedor d'una etapa de la Volta a Bèlgica

### Resultats al Tour de França
- 1993. 73è de la classificació general
- 1994. 13è de la classificació general. Vencedor d'una etapa
- 1995. Abandona (18a etapa)
- 1997. 46è de la classificació general
- 2000. Abandona (12a etapa)
- 2002. 75è de la classificació general
- 2005. No surt (16a etapa)

### Resultats al Giro d'Itàlia
- 1990. 123è de la classificació general
- 1991. 16è de la classificació general
- 1992. 64è de la classificació general
- 1993. 55è de la classificació general
- 1994. 51è de la classificació general
- 1996. No surt (6a etapa)
- 1997. 34è de la classificació general
- 2000. 96è de la classificació general

### Resultats a la Volta a Espanya
- 1996. Abandona